# Cantón San Fernando
San Fernando es un cantón de la provincia de Azuay en Ecuador.

## Datos básicos
Ubicado a 62 km de Cuenca, la capital provincial de Azuay; el cantón tiene una población total de 3.961 habitantes, de los cuales 3256 se encuentran en zonas rurales. Su altitud es de 2600 metros sobre el nivel del mar y su clima es templado. Los meses más fríos van de enero a marzo, siendo frecuentes las heladas de invierno. Esta provincia del Azuay tiene una superficie de 8031,45 km² y está compuesta por 15 cantones; siendo el cantón San Fernando el que ocupa el décimo lugar en extensión con 140,51 km² (14.051 ha) representando un 1,75 % del porcentaje total de la extensión de la provincia.

## Límites
El cantón limita de la siguiente forma:
- Norte: El río Zhurucay aguas arriba, hasta su nacimiento en el cerro Pajón; la laguna de Quimsacocha, el cerro Lluchir, y el alto de la virgen hasta el río Lluchir.
- Sur: Los límites llegan hasta el cerro Celeste, continuando cordillera abajo hasta el cerro Sigse y el cerro Galindo, y siguiendo la quebrada Pucallpa, desde su nacimiento hasta su desembocadura en el río Rircay aguas arriba.
- Este: desde la unión de la quebrada Pullcay con el río Rircay aguas arriba hasta la unión con el río Zhurucay.
- Oeste: cerro Yuragrimi, continuando hasta el cerro Cublin, pasando la loma de Abacote, la loma Tres Piedras, y los cerros de Chorrohuasi; siguiendo por el cerro Mirador, y el cerro Rolarrimi en el nacimiento de la quebrada Dagnia, y de allí desemboca en el río Naranjo.

## Historia
Un 30 de mayo de 1562 el Cantón San Fernando, fue fundado como pueblo doctrinero por el español Juan Salazar de Villasante. La historia nos remonta al año 1550 aproximadamente, donde los habitantes radicados en Cuenca, deseaban obtener un camino directo a Guayaquil y en común acuerdo con los habitantes primitivos, solicitaron al gobierno español de la ciudad de Quito la orden de apertura de dicho camino. Aceptada la solicitud, Salazar de Villasante ordenó convocar a los caciques principales de esta zona cañari que conocían la región para que aporten con sus conocimientos y experiencias para la construcción de este camino.
Villasante, corregidor de Quito, Guayabal y Cuenca, hizo el viaje tomando la siguiente ruta:
Partiendo desde Baños o pueblo del Espíritu Santo, continuando por la Cordillera Occidental, llegan al cerro de Rumiurco (cerro de Piedras), desde este lugar observan que al frente había una comunidad pequeña y fundó este pueblo como: SANTIAGO DE SAN FERNANDO. San Fernando, antiguamente se llamaba región Leoquina por sus hermosas lagunas, posteriormente lo llamaban Pacaybamba por su abundancia de guabos. Por muchos años fue parroquia del cantón Girón. Hasta que el 6 de mayo de 1986 se convirtió en el séptimo cantón de la provincia del Azuay.

## División política
El cantón se divide en 2 parroquias

### Parroquia urbana
- San Fernando

### Parroquia rural
- Chumblín[3]

## Economía local
Su principal actividad económica es la ganadería, especialmente la producción de lácteos como el queso la mantequilla y todos su derivados, la siembra del maíz, las papas, legumbres y hortalizas también forman parte de la alimentación local.
También la industria del turismo es parte del motor económico que forma parte de la zona debido a que turistas de todo el mundo llegan a disfrutar principalmente de la hermosa Laguna de Busa.
Tal como muestran las cifras, en el 2015, visitaron la laguna 9.829 turistas; en el 2016 la cifra llegó a 30.952; en 2017, sumaron 36.453; para el 2018 fueron 59.009 visitas; y sólo en enero y parte de febrero del 2019 ya la habían visitado 5.952 personas.

## Población
Según el INEC (Instituto Nacional de Estadísticas y Censos), en el censo poblacional que se realizó en 2001, San Fernando tenía 3.961 habitantes, es decir que representaba el 0,7 % del total de la provincia del Azuay; sin embargo, ha crecido en el último período intercensal 1990-2001, a un ritmo del -0,7 % en promedio anual.
El 64,8 % de su población reside en el área rural y se caracteriza por ser una población joven, ya que el 47,3 % son menores de 20 años.

## Vestimenta típica
La vestimenta típica era antiguamente tejida de la lana de oveja. Se utilizaba el sombrero de paja toquilla y en el caso de las mujeres las "polleras". Los zapatos típicamente eran de caucho.
- Mujer: Sombreros de paja toquilla, hilos negros para el pelo, zapatos de caucho, chaquetillas, polleras tejidas, polleras bordadas, bolsicones y lliglla.

- Hombre: Zapatos de caucho, poncho de lana, pantalón de lana, plantillas de suela, chompas de lana, sombreros de paja y toquilla.

En la actualidad la vestimenta de las personas antiguas mantiene el parecido con la vestimenta típica. Las mujeres mayores todavía usan polleras y zapatos de cuero, así como siguen utilizando sombreros de paja toquilla. En el caso de los hombres se mantiene el uso pantalón de lana y sombreros de paño.
El uso de vestimenta típica se ha perdido en la población más joven, quienes tienen acceso a la moda y las tendencias contemporáneas que imitan la cultura global. La vestimenta típica de los antepasados de San Fernando va lentamente quedando en el olvido.

## Lugares turísticos

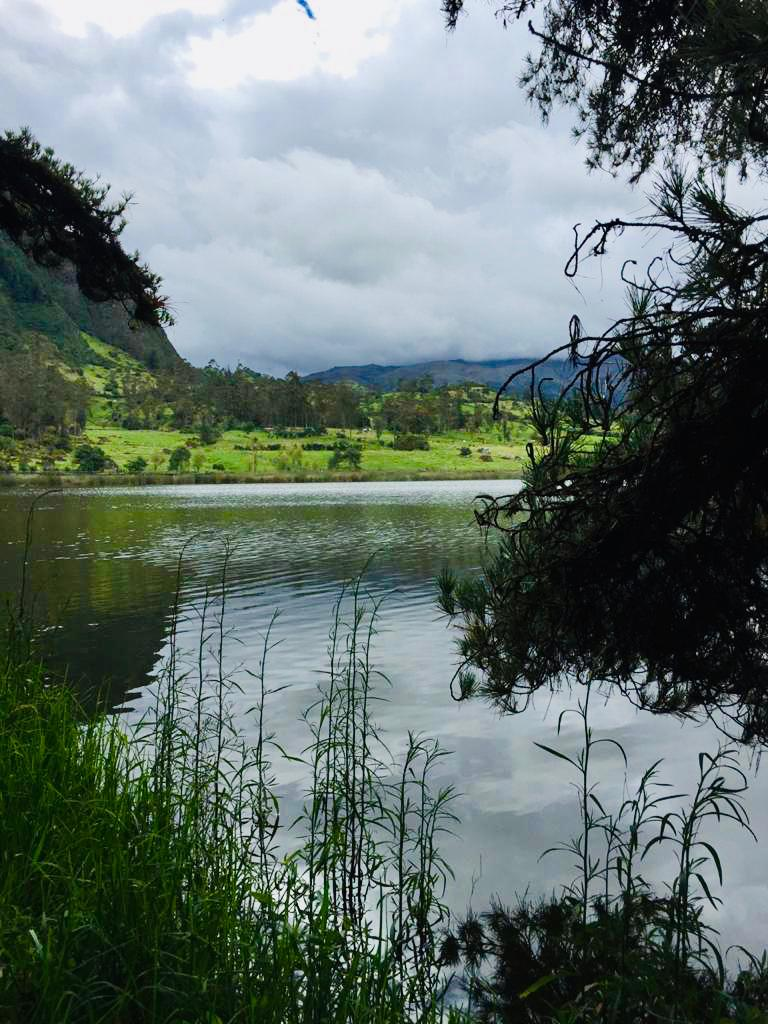
Laguna de Busa

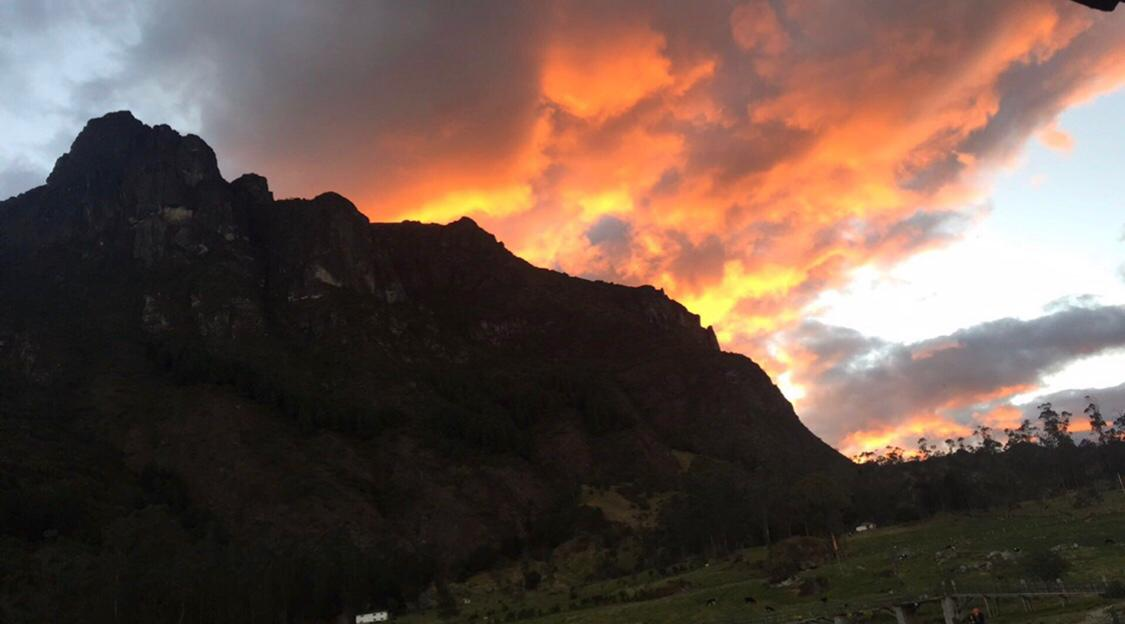
Cerro San Pablo

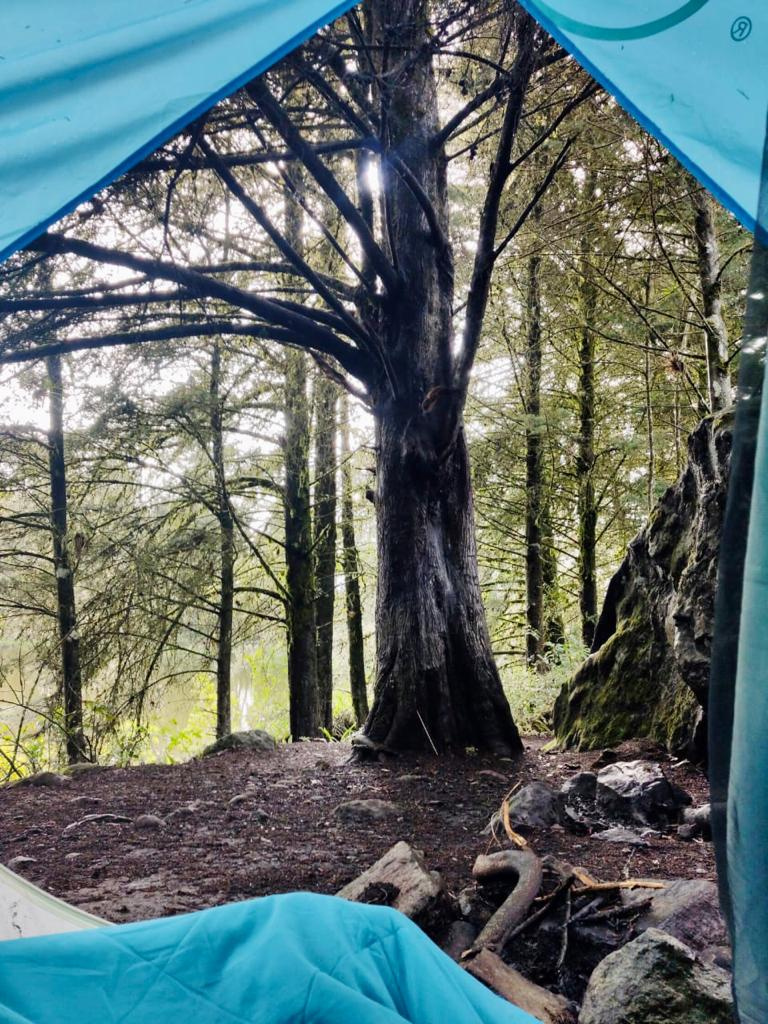
Camping en Busa

### Laguna de Busa - Cerro San Pablo
Busa es la principal atracción turística de San Fernando, a orillas de la laguna se encuentra una cabaña en donde se puede degustar de exquisitos platos típicos de la zona (cuy asado, habas con queso, fritada, trucha, choclos con queso etc.).
En este sitio se puede contemplar el cielo, hacer caminatas o conocer la gran variedad de fauna o flora en sus espesos bosques. Desde la cima (a 800mts.) el viento sopla con fuerza y trae consigo una especie de frescura. Este cerro es sin duda un lugar estratégico para disfrutar de las múltiples actividades que se pueden realizar en el ecosistema del páramo. Alpinistas, y mucha gente de diferentes partes del mundo visitan este lugar para hacer actividades deportivas (Parapente, Ala delta, acampada, y otras.)
Tiene una extensión de 12 hectáreas, con una playa de singular atracción  para que los amantes a la naturaleza, lleguen a acampar; además, existe abundante vegetación de la zona la que brinda una visión paisajística muy especial. Para conocer la laguna existe una ruta o camino que rodea toda el área, estimándose de 30 a 40 minutos su recorrido los que permiten admirar su abundante vegetación y los hermosos paisajes; dando la opción de organizar paseos, pícnics y todo tipo de encuentros con la naturaleza, sea por diversión o por afición a las caminatas ecológicas  o a la pesca deportiva
La laguna de Busa hace parte del sistema orográfico de los Andes Meridionales del Ecuador, los mismos que inician al sur del nudo del Azuay y se caracteriza por la presencia de mesetas volcánicas altas (3600 a 4700 m s. n. m.) y de ondulaciones moderadas del terreno. Las hoyas en esta zona son mucho más profundas que aquellas de los Andes Septentrionales ecuatorianos, mayormente conocidos como parte de la subregión septentrional andina.
La Laguna de Busa se ubica justamente en una de las mesetas altas que colindan en su costado este con la depresión andina Cuenca-Santa Isabel. Esta depresión se conecta más abajo con la cuenca del río Jubones, el mismo que está a unos 20 km de distancia en la línea de la laguna de Busa. Esta laguna hace parte de la cuenca hídrica del río Jubones. De hecho, las aguas que salen de la laguna se descargan en el Río Rircay y más tarde se unen con las aguas del río Zhururcay(cantón vecino) para formar el río Jubones.
Se ubica a 2800 m s. n. m. y está al pie del cerro San Pablo; este cerro es evidentemente de origen volcánico y promedia una altura de 3620 m s. n. m. Las rocas grandes y dispersas en los alrededores no evidencian, sin embargo, una erupción violenta, sino más bien una lenta y no acabada. Es muy probable que el arrastre de lava durante la formación del cerro San Pablo provocó una ondulación suficientemente profunda en el terreno, para dar paso a la formación de la laguna de Busa, la misma que recibe las aguas del páramo y, seguramente, de las filtraciones subterráneas del cerro San Pablo.

### Parque Recreativo Chaupiuco
Lugar propicio para disfrutar en familia, allí encontramos máquinas para ejercitarse, senderos para caminar, juegos infantiles y para quienes gustan del fútbol tenemos el estadio.
Este parque está ubicado a cinco minutos del parque central de San Fernando - provincia del Azuay siguiendo por la vía que conduce al lugar turístico de la Laguna de Busa.

### Iglesia Matriz
El templo principal del cantón es uno de los atractivos más preciados que posee la provincia del Azuay; por supuesto por su aspecto colonial.
La majestuosidad del altar mayor en donde reposa San Fernando, su patrono, el Señor de la Misericordia, Jesús del Gran Poder, la Virgen Dolorosa y más imágenes, son veneradas y admiradas por turistas nacionales y extranjeros, porque están construidas a base de piedra de mármol; estas imágenes datan del año 1830.

## Flora y Fauna

### Flora
Según observación, se encontró una gran variedad de flora en las pequeñas zonas de bosque que quedan específicamente al pie del cerro San Pablo. Que van desde musgos, helechos, arbustos y árboles. Algunas de ellas, como es lógico abundaban en épocas anteriores y hoy son contados los ejemplares que quedan, como el guabisay, pacarcar, quinoa, ducu, purugru, marar, sarar, especies madereras. Frutas silvestres: moras, gullanes (taxo silvestre), aurín y tunas. Plantas aromáticas y medicinales silvestres: en los páramos hay tipo chuquiragua, anís y hierba infante. Muchas fueron desplazadas por los pastizales.

### Fauna

#### Animales de crianza
La ganadería es la actividad principal que genera movimiento económico que consiste en la crianza de ganado ovino, porcino y vacuno siendo éste el de mayor producción para leche. De la producción láctea se elaboraron diferentes tipos de quesos, de mantequillas, que tiene una gran aceptación en el ámbito de la provincia como de la región sur del país, existiendo un buen número de fábricas en la actualidad. Otros animales de producción menor están los ovinos, porcinos, aves de corral, cuyes, conejos. Dedicados para el consumo local.

#### Animales nativos y exóticos
La fauna de este cantón puede dividirse en dos períodos: antes de 1950 y después de esta fecha. Hasta 1950, por la agricultura y la existencia de bosques naturales, abundaban conejos, venados, zorros, raposa, gallinazos, cóndores, curiquingues, búhos, patos, perdices, torcazas, tórtolas,, chirotes, mirlos , quindes, pavas del monte, azulejos, loros, etc. De este registro queda muy poco. Y según los moradores con suerte se pudo ver conejos, patos, raposas, gallinazos. La deforestación y disminución progresiva de los cultivos agrícolas y el aumento del ganado en los páramos han ocasionado la desaparición de la fauna silvestre.

#### Animales de protección
No existe una campaña específica de protección, pero en la laguna de Busa existen aves migratorias como los patos salvajes, garzas que no se cazan porque se cuidan por ser un atractivo del lugar. Además existe la llama, animal introducido.

## Minería
En San Fernando se ha identificado una superficie considerable de suelo con potencial minero, el mismo que corresponde al 61,3% del territorio cantonal, siendo su mayor vocación la minería metálica. Las empresas estractivistas han solicitado las diferentes concesiones en el territorio de mayor potencial para esta actividad, a la vez que en aquel territorio que no genera afección directa a la población (en zonas sin ocupación con vivienda). Es por esta razón que se considera que el territorio con potencial minero es igual al territorio concesionado. Es indispensable resaltar que en San Fernando no se ha localizado ninguna área en la que en la actualidad se de la explotación minera. En la parroquia Chumblín, las concesiones mineras ocupan casi todo el territorio, razón por la cual es indispensable el control y verificación absoluta de las posibles actividades a emplazarse, ya que debe garantizar la mínima afección al territorio, que en este caso y en el de Lajas de Cachi tiene un uso y potencial pecuario. De la misma forma se debe evitar y controlar dicha actividad en el territorio de Páramo, con el objetivo de proteger y garantizar la dotación de agua para el Cantón.

## Clima
El clima del cantón San Fernando varía desde las altitudes 1560 msmm hasta las 4000msnm, variando altitudinalmente entre sus diferentes relieves montañosos. Presenta cuatro tipos de climas: Clima Nieval, Ecuatorial de Alta Montaña, Ecuatorial Mesotérmico semi-Húmedo y Ecuatorial Mesotérmico Seco.

### Clima nieval
Frío Andino o Paramal 3.800 a 4.650 m.s.n.m sobre el nivel del mar. Temperatura: 0º a 10 °C. Llueve en abundancia, vientos helados. La vegetación predominante es pajonales, líquenes.

### Ecuatorial de alta montaña
Este clima se sitúa siempre por encima de los 3000 ms.n.m. La altura y la exposición son los factores que condicionan los valores de las temperaturas y las lluvias. Las temperaturas máximas rara vez sobrepasan los 20 °C, las mínimas tienen sin excepción valores inferiores a 0 °C y las medias anuales, aunque muy variables, fluctúan casi siempre entre 4 y 8 °C. La gama de los totales pluviométricos anuales va de 800 a 2.000 mm y la mayoría de los aguaceros son de larga duración pero de baja intensidad. La humedad relativa es siempre superior al ochenta por ciento. La vegetación natural, llamada «matorral» en el piso más bajo, es remplazada en el piso inmediatamente superior por un espeso tapiz herbáceo frecuentemente saturado de agua en el páramo.

### Ecuatorial mesotérmino semi - húmedo
Este tipo de clima es el clima más característico de la zona interandina pues, salvo en los valles abrigados y las zonas situadas por encima de los 3200 m.s.n.m., ocupa la mayor extensión. Las temperaturas medias anuales están comprendidas generalmente entre 12 y 20 °C pero pueden en ocasiones ser inferiores en las vertientes menos expuestas al sol; las temperaturas mínimas descienden rara vez a menos de 0 °C y las máximas no superan los 30 °C, variando en función de la altura y de la exposición, la humedad relativa tiene valores comprendidos entre el sesenta y el ochenta y cinco por ciento y la duración de la insolación puede ir de 1.000 a 2.000 horas anuales. Las precipitaciones anuales fluctúan entre 500 y 2.000 mm y están repartidas en una estación seca desde junio a noviembre y una lluviosa que va desde diciembre a mayo.
La estación seca principal, de junio a noviembre, es generalmente muy marcada; en cuanto a la segunda, su duración y localización en el tiempo son mucho más aleatorias, aunque se puede adelantar que es por lo general inferior a tres semanas y se sitúa a fines de diciembre, razón por la que se la ha llamado veranillo del Niño. La vegetación natural de esta zona ha sido ampliamente sustituida por pastizales y cultivos (principalmente cereales, maíz y papa).

### Ecuatorial mesotérmino seco
Está asociado a los valles interandinos abrigados y de menor altura. Las temperaturas medias anuales fluctúan entre 12 y 20 °C con muy poca diferencia entre los meses de verano e invierno. Las lluvias anuales son inferiores a 500 mm y, en las mismas épocas, que el clima descrito anteriormente, presentan dos picos pluviométricos separados por dos estaciones secas. En estas cubetas bajas, la acumulación de aire relativamente frío y consecuentemente más denso contribuye a crear condiciones climáticas bastante estables: el cielo es generalmente poco nubloso, la humedad relativa está comprendida entre el cincuenta y el ochenta y la insolación siempre supera las 1.500 horas por año

## Temperatura
Debido fundamentalmente a su altitud -2708 m s. n. m.- San Fernando se caracteriza por tener temperaturas relativamente bajas, que van entre 2 °C y 20 °C. Las menores temperaturas corresponden al páramo junto a los cerros de Rumi-urco y cerro Cubilan a 3916 y 3994 m.s.n.m, situación que ayuda a su preservación ya que se convierte en una limitante tanto para la ocupación con asentamientos humanos como para el uso con actividades agrícolas.El área urbana del Cantón y la cabecera parroquial de Chumblín se asientan en un territorio de temperaturas moderadas entre 10 y 14 °C, mientras que la zona más baja se ubican entre 14 y 20 °C, situación que posibilita la ocupación del suelo con actividades agrícolas y pecuarias.

## Calendario de fiestas y eventos

### Fiestas patronales
Tradicionalmente, cada 30 de mayo, en el cantón San Fernando se celebran las fiestas en honor a su patrón; San Fernando. Anteriormente se celebraban como parroquia y ahora como cantón, recordando su nuevo puesto como cabecera cantonal.
En las fiestas patronales es tradición realizar un desfile que cuenta con todas las fuerzas vivas del cantón; tanto las instituciones educativas, como gubernamentales. Del mismo modo existen representaciones en los varios recintos que están alrededor de San Fernando. Una de las atracciones principales, especialmente para los niños, es el desfile militar el que se realiza, generalmente, el día domingo de la festividad, dependiendo de qué fin de semana se escoge para conmemorar la fiesta. Así mismo, en esta fecha, se realizan varios eventos de tipo social, cultural, religioso y deportivo, incluyendo ferias en las que sobresale la feria ganadera, artesanal, y las exposiciones vocacionales.
De la misma manera, durante las fiestas patronales se realizan varios encuentros deportivos, siendo el que genera más atención los encuentros de ecua-vóley, en donde el equipo local se mide frente a rivales nacionales. Es en estos encuentros donde la comunidad realiza la tradicional "apuesta" por un equipo favorito. Los encuentros de vóley, fútbol o carreras generan que las fiestas patronales tengan gran atractivo para los Fernandenses, quienes llegan al cantón de diferentes lugares. El día sábado es tradicional la realización del baile, el que puede concretarse en el parque Central, en las instalaciones del mercado municipal, o en el coliseo del pueblo. En esta ocasión todas las personas tienen la oportunidad de reunirse con amistades, construir nuevos vínculos y recibir a los visitantes.

### Fiestas al Sr. De La Misericordia.
Se realizan el primero,segundo,tercero y cuarto domingo de enero, cuenta  con  priostes  y  cada  año  un  devoto,  el mismo  que  hace  la  parada  de  la  Santa  Cruz  y  el  consumo  de la  misma.

### Cantonización
Se realizan el 6 de mayo, esta  fiesta  se  celebra  con  el  desfile  folklórico  realizado  con  las  autoridades,  organizaciones  y  comunidades  del  cantón.

### El Corpus Cristi
Se  inicia  con  la  parada de  la  Santa  Cruz,  luego  con las  vísperas,  en  donde  no  falta  la   tradicional vaca  loca,  los  bailes  folclóricos,  quema  de  una  fogata, el  castillo  y  otros  juegos    pirotécnicos,  así mismo  como  los  exquisitos  canelazos  y    el  sabroso  tinto  con  pan.

### Viernes Santo y el Llavero
San  Fernando  Cantón  de  una  Profunda Convicción y fe cristiana; según testimonio  de personas devotas practicantes de la doctrina cristiana entre los años 1883 y 1921 el párroco Carlos Joaquín Contreras instauró el Jueves y Viernes Santo con la entrada del Llavero, personaje que representa a nuestro señor Jesucristo acompañado de doce personas que representan a los doce apóstoles.

### Carnaval
Se  prepara  y  se  brinda  el  delicioso  y tradicional  Gullanazo  celebrado  en  el  lugar turístico  Laguna de Busa.

## Tasa de analfabetismo
En San Fernando, el mayor porcentaje de la población estudia o ha estudiado el nivel primario o básico, los cuales representan el 68,18% de los habitantes. Tan solo un 6,22%, tiene cubierto el nivel superior y de postgrado. Además se ha encontrado un total de 217 habitantes analfabetos que corresponde al 5,92%, con una brecha muy pronunciada con respecto al género, siendo las mujeres las más afectadas.
Con respecto a la educación media, el 19,84% de la población ha cursado el nivel secundario o bachillerato, correspondiendo el porcentaje mayor a la población femenina. En la formación superior, las mujeres son las que tienen mayor representación; y coinciden tanto hombres como mujeres en el nivel de postgrados. El área rural es la que más accede a algún nivel de instrucción con el 63,50%, situación que tiene relación con el territorio, ya que hay más población que en el área urbana, la cual representa el 36,50%. Es notorio que la primaria y la educación básica en la zona rural tienen un porcentaje de 70,16%, a diferencia de la urbana que le corresponde el 53,77%.
La instrucción media y de bachillerato en el área urbana se encuentra representada por el 27,78% y en la zona rural por el 15,59%. Con porcentajes menores encontramos al nivel superior, con el 10,08% para lo urbano y con el 3,48% para lo rural. .